# Cheumatopsyche atlantis
Cheumatopsyche atlantis är en nattsländeart som först beskrevs av Navás 1930.  Cheumatopsyche atlantis ingår i släktet Cheumatopsyche och familjen ryssjenattsländor. Inga underarter finns listade i Catalogue of Life.